# 普遍的救済論の歴史

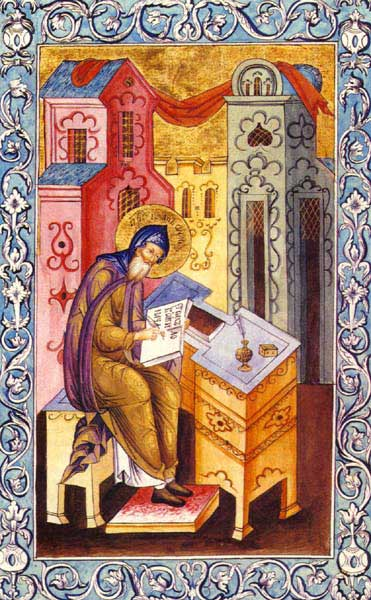
ニネベのイサク

普遍的救済論（ふへんてききゅうさいろん、ユニバーサリズム、英: Universal Reconciliation、Christian Universalism）または普遍的和解論は、キリスト教の非主流派思想のひとつ。これは、すべてが神のあわれみによって救済を受けるという教理、信仰である。すべての人が、結局は救済を経験するとし、イエス・キリストの苦しみと十字架が、すべての人を和解させ、罪の贖いを得させると主張する。
普遍的救済論、普遍的和解論の教義は、少なくとも多くの人が救われない可能性を維持する傾向があるほとんどの主流キリスト教教会によって拒否されているが、多くの権威あるキリスト教思想家や多くのキリスト教徒のグループから支持を受けている。聖書自体にも、多様な見解を支持すると思われるさまざまな文節があると主張されてきた。
普遍的救済は地獄の問題の認識に関連している可能性があり、地獄での終わりのない苦しみなどの考えに反対しているが、煉獄の状態と同様の有限の罰の期間も含む可能性がある。普遍的和解の信者は、ある種の本当の「地獄」が存在する一方で、それは終わりのない苦しみの場所でもなければ、人間の魂が神の正当な罰に耐えた後に最終的に「消滅」する場所でもないと信じているのかもしれない。
普遍的救済論者は救済の過程や状態に関して様々な神学的信念を信奉しているが、救済の歴史は全人類が神と和解することで終わるという見解に皆が固執している。多くの信奉者は、イエス・キリストの苦しみと磔刑が全人類の救済とすべての罪の償いをもたらすメカニズムを構成すると主張している。
現代のユニテリアン・ユニバーサリズムは、ユニバーサリスト教会(英語版)から一部派生したものであるが、信条を持たない宗教であるため、公式の教義上の立場はとっていない。しかし、普遍的和解は、ユニバーサリスト教会と関係のない多くの人々を含む、多くの会衆や個々の信者の間では、今でも人気のある見解である。

## 聖書の背景
カトリックマロン派の司教であり哲学教授でもあるデビッド・アンドリュー・フィッシャーは、「結局のところ、救済の問題は常に、人間の自由意志と神の慈悲と赦しとのバランスに関する探求である」と述べている。聖書自体にも、前述のように、読者の解釈を加えなければ矛盾しているように見えるこの主題に関するさまざまな文節がある。影響力のある神学者エミール・ブルンナーと J.A.T.ロビンソン(英語版)は、これらの文節は、一部の人にとっての天罰と、すべての人の最終的な和解という2つの明確なカテゴリーに分類できると主張している。
聖書学者デイビッド・シムによれば、パウロは永遠の地獄を信じておらず、むしろ滅亡論を信じているようであるが、マタイは永遠の地獄を信じている。
同様にコロサイの信徒への手紙も注目されており、コロサイの信徒への手紙1章17～20節には次のように記されている。
「キリストはすべてのものより先に存在し、すべてのものはキリストによって支えられています。キリストは体である教会の頭であり、初めであり、死人の中から最初に生まれた者です。それは、すべてのことにおいて、キリストが優位に立つためです。神は、ご自分の満ちあふれる豊かさをキリストに宿らせ、十字架で流されたキリストの血によって平和を作り、地上のものも天にあるものも、すべてをキリストを通してご自身と和解させようとしておられたからです。」

## 普遍的救済論の発展
大まかに言えば、普遍的救済論を長年にわたって主張してきたほとんどの歴史上の支持者（そして現在でも多くの人々）は、伝統的な聖書正典を神の啓示によるもので転写の誤りがないものとして受け入れる一方で、厳格な聖書の文字通りの解釈を拒否し、テキストの詳細な解釈を行うという観点からその様にしてきた。支持者たちは、神が最終的に人類を善と和解させると述べている聖書の節（エフェソの信徒への手紙など）と、ほとんどの人類が破滅すると述べている節（ヨハネの黙示録など）との間の明らかな矛盾は、長期の懲罰の脅しは単なる脅しとして機能するのであって、必ずしも実際には実行されない将来の出来事の予言として機能するわけではないということだと主張してきた。支持者たちはまた、地獄や地獄のような状態での罪人の苦しみは長いが、永遠ではない（アポカタスタシス論）とも主張してきた。
しかし、リベラル派や進歩主義派のキリスト教徒は、歴史上のイエスの教えは選ばれた少数の者だけを救済するとは言っていないとしばしば主張し、イエスの死後数十年経って著述家によって書かれた聖書の多くの部分を、人間の作り出したものであり、鵜呑みにすべきではないとして全面的に否定してきた。
影響力のあるキリスト教哲学者カール・バルトは、救済はキリスト論が中心であると書いたことで、広く伝統的なキリスト教徒の多くを代弁した。バルトは、イエス・キリストにおいて、人類全体と神との和解は本質的にすでになされており、キリストを通して人間はすでに選ばれ義とされていると主張した。したがって、神を拒絶する者も含め、すべての人の永遠の救済は未解決の問題ではなく、キリスト教徒が恩寵として望むべき可能性である。

### 反対論と返答
普遍的救済論に対して多くの人が繰り返し主張する反対論の一つは、永遠の苦しみの可能性を深く信じることが、不道徳な生活を送ることに対する必要な抑止力であるというものである。
普遍的救済論者は、罪に対する罰は永遠でなくてもうまく機能する、特に死後の世界では天国に行く前に厳しい処罰を受ける可能性があるとしばしば反論している。

## 歴史

### 初期キリスト教
エドワード・ビーチャー(英語版)とジョージ・T・ナイト(英語版)によると、キリスト教の歴史の最初の600年間には6つの主要な神学派があった。そのうち4つは普遍的救済論、1つは霊魂消滅説を説き、最後の1つは無限の責め苦を説いた。2世紀の異端者マルキオンは、神についての普遍救済論的な理論を定式化した。しかし、多くの初期の教父も、すべての被造物と神との最終的な和解を受け入れたり望んだりしていたと引用されている。すべての魂の最終的な回復という概念は、特に4世紀から5世紀の東方で大きな支持を得た。ヒッポのアウグスティヌスによれば、当時の西方でも「非常に多くの人々」が永遠の罰を信じることを拒み、聖書の厳しい記述を非文字通りの脅迫と解釈し、慈悲について語る一節を引用することで和らげていた。またヒエロニムスは、「多くの人々」が悪魔でさえ「悔い改めて元の場所に戻る」と信じていたと書いている。

#### アレクサンドリア
普遍的救済論思想の最も重要な学派は、エジプトのアレクサンドリアにある教理学校（ディダスカリウム）であり、190年頃にパンタイノス(英語版)によって設立された。アレクサンドリアは古代地中海世界の学問と知的談話の中心地であり、ローマ教会の台頭以前はキリスト教の神学的な中心であった。

#### アレクサンドリアのクレメンス（150年頃 – 215年頃）
普遍的救済論者のホセア・バルー(英語版)（1829）、トーマス・ウィットモア(英語版)（1830）、ジョン・ウェスリー・ハンソン(英語版)（1899）、ジョージ・T・ナイト（1911）は、アレクサンドリアのクレメンスが初期キリスト教において普遍的救済論の立場を表明したと主張した。このような主張は常に議論を呼んできた。一部の学者は、クレメンスがアポカタスタシスという用語を主に選ばれた少数の人々の回復を指すために使用したが、普遍的な意味合いもあったと考えている。 ブライアン・E・デイリー(英語版)は、クレメンスが「死後の罰を治療的、したがって一時的な手段」と見なし、「すべての知的生物に対する普遍的な救済の見通しを非常に慎重に」示唆したと書いている。例えば、彼の著書『ストロマテイス』第7巻第2章でそう述べている。

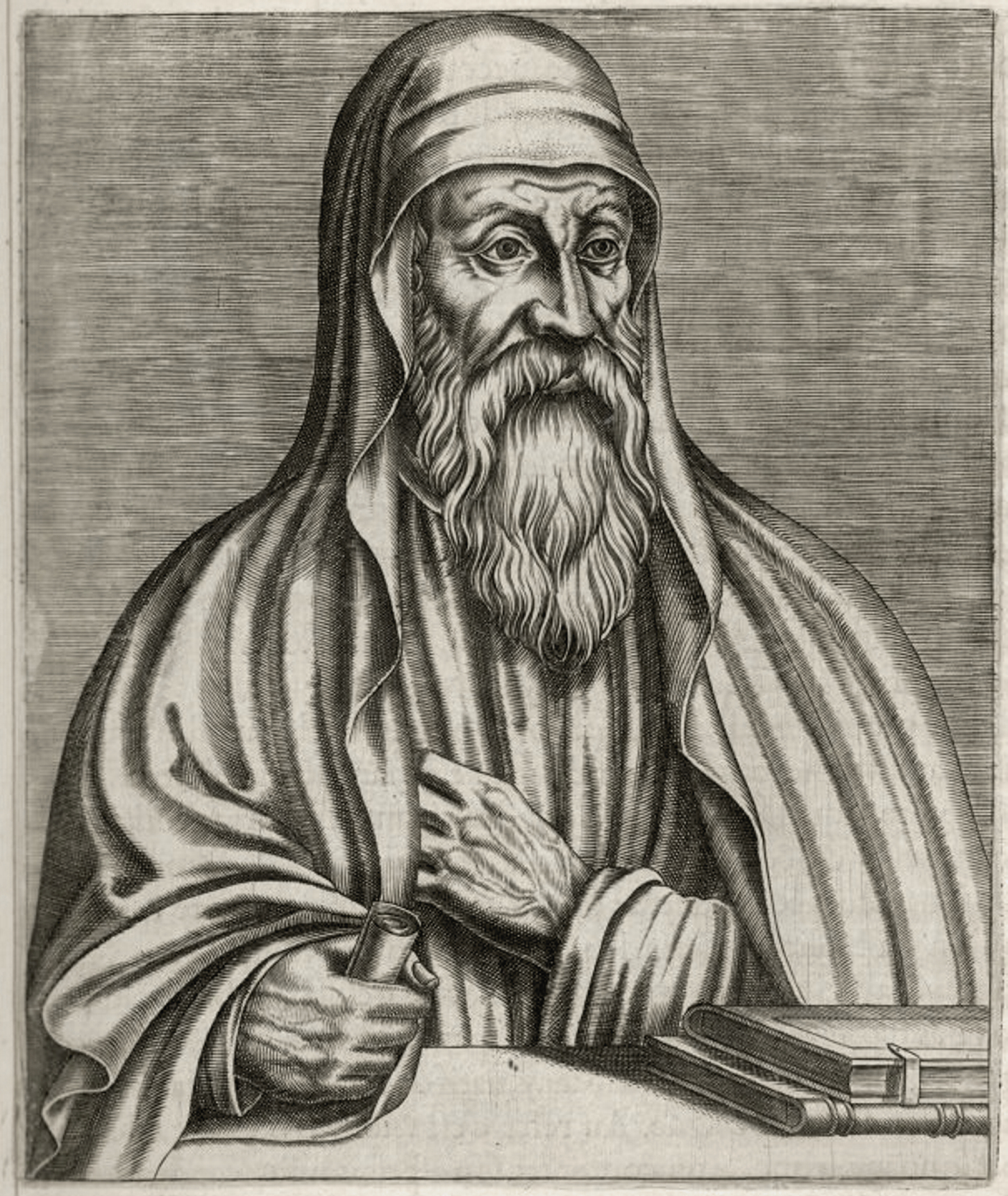
オリゲネスは伝統的に3世紀の普遍的和解の提唱者と考えられている。

#### オリゲネス（185年頃 – 254年）
デイリーによれば、オリゲネスは「すべての人間の魂は最終的に救われ」、「愛の瞑想の中で永遠に神と結ばれる」と固く信じており、これは「コリント人への手紙第一15章24～28節でパウロが約束した『終わり』の不可欠な部分」である。デイリーはまた、オリゲネスがこの普遍的な救済の最終状態を「ἀποκατάστασις アポカタスタシス」と呼ぶこともあり、読者にとってはすでに馴染みのある概念であったことを示唆していると指摘している。
しかし、フレデリック・W・ノリスは、オリゲネスは普遍的和解を強く信じていたわけではないと主張した。 『ウェストミンスター・ハンドブック・トゥ・オリゲネス』 （2004年）のアポカタスタシスに関する記事で、彼は「したがって、私たちが知る限り、オリゲネスは排他的救済や普遍的救済を強調し、いずれの場合も厳密に排除しようとはしなかった」と書いている。

#### ニュッサのグレゴリオス（335年頃 – 390年代）
第7回全地公会議で「父祖の父」と宣言されたニュッサのグレゴリオスは、多くの学者によって普遍的救済の提唱者と解釈されている。
グレゴリオスはこう述べている。「死が生に近づき、闇が光に近づき、腐敗するものが不腐敗に近づくとき、劣ったものは消滅し、無に帰し、浄化されたものは利益を受ける。火によって不純物が金から浄化されるのと同じである。同じように、長い時間の循環の中で、今や混ざり合い、植え付けられた自然の悪が取り除かれ、今邪悪な状態にあるものが元の状態に戻るときはいつでも、浄化の罰を受けた者も、浄化を全く必要としなかった者も、全創造物から一致して感謝されるであろう。」

### 6世紀 – 普遍的救済論に対するエキュメニカルな非難
アポカタスタシスは、ホセア・バルー（1842）などの19世紀のユニバーサリストによって、アメリカ・ユニバーサリスト教会(英語版)の信条と同じであると解釈された。しかし、6世紀半ばまで、この言葉はより広い意味を持っていた。それは救済に関する多くの教義に当てはまる一方で、ある場所と元の状態への回帰も指していた。このように、このギリシャ語の適用はもともと広く、比喩的なものであった。多くの異端派の見解がオリゲネスと結び付けられるようになり、第2コンスタンティノープル公会議に帰せられるオリゲネスに対する15の破門状は、魂の先在(英語版)、アニミズム、異端のキリスト論、そして肉体の本当の永続的な復活の否定とともに、アポカタスタシスの一種を非難した。一部の権威者は、破門状はそれより前の地方教会会議のものだと考えている。
新アドベント・カトリック百科事典は、第五全地公会議はローマ教皇が抵抗したため教皇ではなく皇帝によって設定されたため、公式で公認された公会議であるかどうかが争われたと主張している。第五公会議は「三章」と呼ばれるものを取り上げ、オリゲネスやオリゲネス主義者の見解とはまったく関係のないオリゲネス主義の一形態に反対した。ウィギリウス、ペラギウス1世（556-61）、ペラギウス2世（579-90）、グレゴリウス1世（590-604）の各教皇は、第五公会議が三章を具体的に扱ったことだけを知っており、オリゲネス主義や普遍的救済論については言及せず、グレゴリウス1世が普遍的救済論の信念に反対していたにもかかわらず、その非難を知っているかのように話さなかった。聖書学者リチャード・ボウカムは、オリゲネスの見解に対する学者の抵抗により普遍的救済論は「信用を失った」ように見えるが、第五全地公会議が普遍的救済論に対する否定的な見解を具体的に支持したかどうかは「疑わしいようだ」と述べた。

### 7世紀 – ニネベのイサク
普遍的和解は、ニネベの修道神学者で司教であったシリアの聖イサクの著作の中で強く主張されている。

### 中世
普遍的救済論者のジョン・ウェスレー・ハンソン(英語版)は、永遠の地獄が教会の規範的立場となった後も、中世には普遍的救済論の考えを受け入れたキリスト教思想家がまだいたと述べている。ジョージ・T・ナイトは、フィリップ・シャフ(英語版)の記事で、ヨハネス・スコトゥス・エリウゲナ、ヨハネス・タウラー(英語版)、ヤン・ファン・ロイスブルーク(英語版)、ノリッジのジュリアンが「おそらく」普遍的救済論の傾向を持っていたと述べている。
13世紀のアッシリア東方教会の管区司教、アフラトのソロモンは、著書『蜂の書』で普遍的救済論を擁護したが、そのほとんどはニネベのイサク、モプスエスティアのテオドロス、タルソスのディオドロス(英語版)の引用に基づいていた。 デイビッド・ベントレー・ハート(英語版)はこれを確認し、14世紀の同教会の総主教ティモテウス2世(英語版)は「聖人の祈りによって地獄の苦しみによって浄化された魂が天国に入ると、地獄の苦しみは終わると主張することは議論の余地がないと考えていた」と付け加えている。

### 16世紀 – 宗教改革時代
宗教改革から啓蒙時代までの期間は、救済と地獄についての長い議論が繰り広げられたが、エラスムスなどの人物がギリシャ教父への関心を再燃させ、オリゲネスなどの普遍的救済の初期の提唱者は、その著作の新版が出版されるにつれて広く知られるようになったものの、普遍的救済は主流の宗教改革者が復活させたいと望んだ教義ではなかった。それにもかかわらず、アウクスブルク信仰告白は終わりのない苦しみを広めながら、「アナバプテストは、死刑囚と悪魔に対する罰に終わりがあると信じている」と非難している。
ヨアヒム・ヴァディアン(英語版)とヨハン・ケスラーは、ドイツのアナバプテスト派ハンス・デンク(英語版)が普遍的救済を説いていると非難したが、現代の普遍的救済論者はデンクを受け入れたが、一部の研究では、デンクはそれを望んでいたものの実際には教えていなかったと示唆している。しかし、その研究では、デンクとの会話をシゲルスバッハが好意的に記述した、デンクの普遍的救済論の主張が見落とされている。さらに、デンクは当初はウルバヌス・レギウス(英語版)の前で普遍的救済論を否定していたが、涙ぐんだデンクはその後、「人間も悪魔も永遠に罰せられることはない」という信念を告白し、神の慈悲に関する聖書の言葉に訴えたとされている（ただし、デンクは苦痛に満ちた地獄の存在は信じていた）。さらに、デンクの死後、1528年に異端の罪で投獄されたアナバプテストが普遍的救済論を唱えたと伝えられ、デンクの弟子クレメント・ツィーグラーは1532年にそれを擁護する2つの論文を出版したが、人生の最後の20年間はそれについて沈黙を守った。バルタザール・フブマイヤーやメルキオール・ホフマンのような他のアナバプテストは普遍的救済論ではなく、アルミニウス主義に似た教義を説いた。

### 17世紀
17世紀にはキリスト教の普遍的救済論が復活した。
- ジェラード・ウィンスタンリー(英語版)『全創造物に関する神の神秘』マンキンド（ロンドン、1648年）。
- リチャード・コッピン(英語版)、「神の教えの栄光ある神秘のヒント」（1649年）、1652年ウースター巡回裁判所で弁護。
- ジェーン・リード(英語版)、「永遠の福音のメッセージの啓示」（1697年）。
- オリバー・クロムウェルの牧師であったジェレマイア・ホワイト(英語版)は、 『万物の回復』という本を著し、1707年にクロムウェルが亡くなった後、1712年に死後出版された。

この時代を代表する普遍的救済論者には、ピーター・ステリー(英語版)のような17世紀イギリスのケンブリッジ・プラトン主義者も含まれる。
神は全人類の救済を求めたり望んだりはしていないと教え、神の全能性とは神が地獄の罰を予見した者を容赦なく創造したことを意味すると厳格に主張するカルヴァン主義の思想的台頭は、知識人の反発を招き、神は全人類が救われることを意図しており、ほとんどの人類に恩寵を与えるという普遍救済論的な教義が支持されるようになった。アルミニウス主義とクエーカー教の教義は多くの注目を集めたが、キリスト教の普遍的救済論は当時の学問的思考においてはまだ異端の現象であった。

### 18世紀のイギリス
聖書学者リチャード・ボウカムは、普遍的救済の信仰が再び生まれた歴史について学術的な概観を提示した。
普遍的救済（またはアポカタスタシス）の教義の歴史は注目すべきものである。19世紀まで、ほぼすべてのキリスト教神学者は地獄での永遠の責め苦の現実を教えていた。ところどころ、神学の主流から外れて、悪人は最終的に消滅すると信じる者もいた（最も一般的な形では、これが「条件付き不死(英語版)」の教義である）。普遍的救済の支持者はさらに少なかったが、その少数派には初期教会の主要な神学者も含まれていた。永遠の罰は教会の公式の信条と告白でしっかりと主張されていた。それは三位一体や受肉の教義と同じくらい普遍的なキリスト教の信仰の不可欠な部分であると思われたに違いない。1800年以降、この状況は完全に変化し、永遠の罰ほど広く放棄された伝統的なキリスト教の教義はない。今日の神学者の間での永遠の罰の支持者はかつてないほど少ないに違いない。地獄を消滅とみなす別の解釈は、より保守的な神学者の多くの間でも優勢であるようだ。保守的でない神学者の間では、希望として、あるいは教義として、普遍的救済が今や広く受け入れられており、多くの神学者が事実上議論することなくそれを前提としている。
ジョージ・ホイットフィールドはジョン・ウェスレーに宛てた手紙の中で、モラヴィア教会の司教ペーター・ボーラー(英語版)が「地獄に落ちたすべての魂は、今後地獄から救い出される」と個人的に告白したと書いている。 ウィリアム・ロー(英語版)の『聖職者への謙虚で真摯で愛情のこもった演説』（1761年）は英国国教会信者で、ジェームズ・レリー(英語版)はウェールズのメソジストで、普遍的救済論を信じた18世紀のプロテスタントの重要な指導者であった。
1843年、ユニバーサリストの牧師 J.M. デイは、ユニバーサリスト連合誌に「ジョン・ウェスレーは復古主義者だったか?」という記事を掲載し、ジョン・ウェスレー(1791 年没) は晩年に個人的にユニバーサリズムに改宗したが、それを秘密にしていたと示唆した。ウェスレーの伝記作家はこの主張を否定している。

### 18世紀の北米
普遍的救済論は18世紀初頭、ペンシルバニア州のクエーカー教徒の寛容さに惹かれたイギリス生まれの医師ジョージ・ド・ベネヴィル(英語版)によって北アメリカの植民地にもたらされた。北アメリカの普遍的救済論は活発で組織的だった。これはニューイングランドの正統派カルヴァン派会衆派教会員であるジョナサン・エドワーズ(英語版)などからは脅威とみなされ、エドワーズは普遍的救済論の教えや説教者を非難する著作を数多く残した。 ジョン・マーレー(英語版)（1741–1815）とエルハナン・ウィンチェスター（1751–1797）は、現代の普遍的救済論運動の創始者であり、普遍的救済の創始教師であると一般に認められている。エルハナン・ウィンチェスター(英語版)などの初期のアメリカの普遍的救済論者は、最終的な救済に先立つ魂の罰を説き続けた。

### 19世紀
19世紀は普遍的救済論(英語版)とアメリカ・ユニバーサリスト教会(英語版)の全盛期であった。
有名なドイツの哲学者フリードリヒ・シュライエルマッハーは、普遍的救済論を説いた最も有名な宗教思想家の一人となった。彼はジャン・カルバンの予定説を多少共有していたが、神の全能の意志という概念を、神の力、権力、先見の明によって、人類全体が神の視点から根本的に一体化しており、すべての人間が最終的に神の圧倒的な影響力に引き込まれるという意味に解釈した。
他の例としては、イギリスの神学者ヘンリー・ブリストウ・ウィルソン(英語版)がいる。彼は1860年の有名な著作「随筆と評論」の一部で普遍救済論的な視点を取り、アーチズ法廷(英語版)（英国国教会の教会裁判所）で非難されたが、すぐに大法官がその非難を覆して無罪となった。フレデリック・ファラー(英語版)は1877年にウェストミンスター寺院で有名な一連の説教を行い、1年後に「永遠の希望」として出版されたが、天罰と刑罰に関する伝統的な見解に異議を唱えた。

### 20世紀
非常に影響力のあるプロテスタント神学者カール・バルトとエミール・ブルンナーは厳密には普遍的救済論者とは自認していなかったが、両者とも、人類の一人ひとりに完全な救済がもたらされることは、単に明確な可能性であるだけでなく、すべてのキリスト教徒が望むべきものであるとどのように考えていたかについて詳細に書いている。
アメリカ・ユニバーサリスト教会(英語版)は1961年にアメリカ・ユニテリアン協会(英語版)と合併し、ユニテリアン・ユニバーサリスト教会を結成した。
ハンス・ウルス・フォン・バルタザールは、普遍的救済論への高潔な希望と、そのオリゲネスにおける起源について論じた小著『われらは「すべての人が救われる」と望むべきか？』を著した。また、 『愛だけが信頼できる』では、愛と普遍的救済論の関係についても論じている。
アドルフ・E・ノック(英語版)とウィリアム・バークレーは普遍的救済論者であった。1919年、スイスのF.L.アレクサンドル・フライタークが聖書研究者運動から離脱したグループを率いた。
児童文学作家マデレイン・レングル（『時間の旅人(英語版)』）は普遍的救済論の提唱者であったため、いくつかのキリスト教小売店は彼女の本の取り扱いを拒否した。
1990年代後半、神学者マックス・キング(英語版)は「超越千年王国（トランスミレニアム）」と呼ばれる教義を提唱した。これは終末論のプレテリズム(英語版)体系の延長であり、2つの契約は新約聖書の時代に重なり、旧時代の最終的な終わりと、黙示録などで描かれている審判は、西暦70年のエルサレムと神殿の破壊によって成就したとするものである。神の怒りはそれによって「完了」し、その後「包括的な恵み」が無条件にすべての人に広がった。

### 21世紀
普遍的救済論(英語版)は、ユニテリアン・ユニバーサリズムだけでなく、三位一体派ユニバーサリズム(英語版)にも影響を与え続けている。
2004年、ペンテコステ派のカールトン・ピアソン主教は、アフリカ系アメリカ人ペンテコステ派司教連合によって正式に異端者と宣告され、悪名を馳せた。カリスマ派キリスト教大学であるオーラル・ロバーツ大学出身のピアソン主教は、普遍的救済の教義を信じていると正式に宣言した。彼の教会であるニュー・ディメンションズ教会は、その教義を採用した（つまり、教会の元来の会員の大半が去ったため、残った者たちは）。そして2008年、その教会は、世界最大のユニテリアン・ユニバーサリスト教会の一つであるオクラホマ州タルサのオール・ソウルズ・ユニタリアン教会に合併された。
グレゴリー・マクドナルド著『福音派の普遍的救済論者：神の愛が私たちすべてを救うという聖書の希望』は2006年に出版された。グレゴリー・マクドナルドはペンネームで、この本の著者は後にロビン・パリーであることが明らかになった。同じ著者は、2003年の編集本『普遍的救済？現在の議論』と、オリゲネスからモルトマンまでの普遍的救済の教義を概説した 2010年の本『すべてはうまくいく』の共同編集者でもある。
2007年5月17日、ワシントンD.C.の歴史的なユニバーサリスト国立記念教会でキリスト教ユニバーサリスト協会が設立された。これは、現代のキリスト教ユニバーサリスト運動をユニテリアン・ユニバーサリズムと区別し、普遍的和解におけるキリスト教信者間のエキュメニカルな統一を促進するための動きであった。

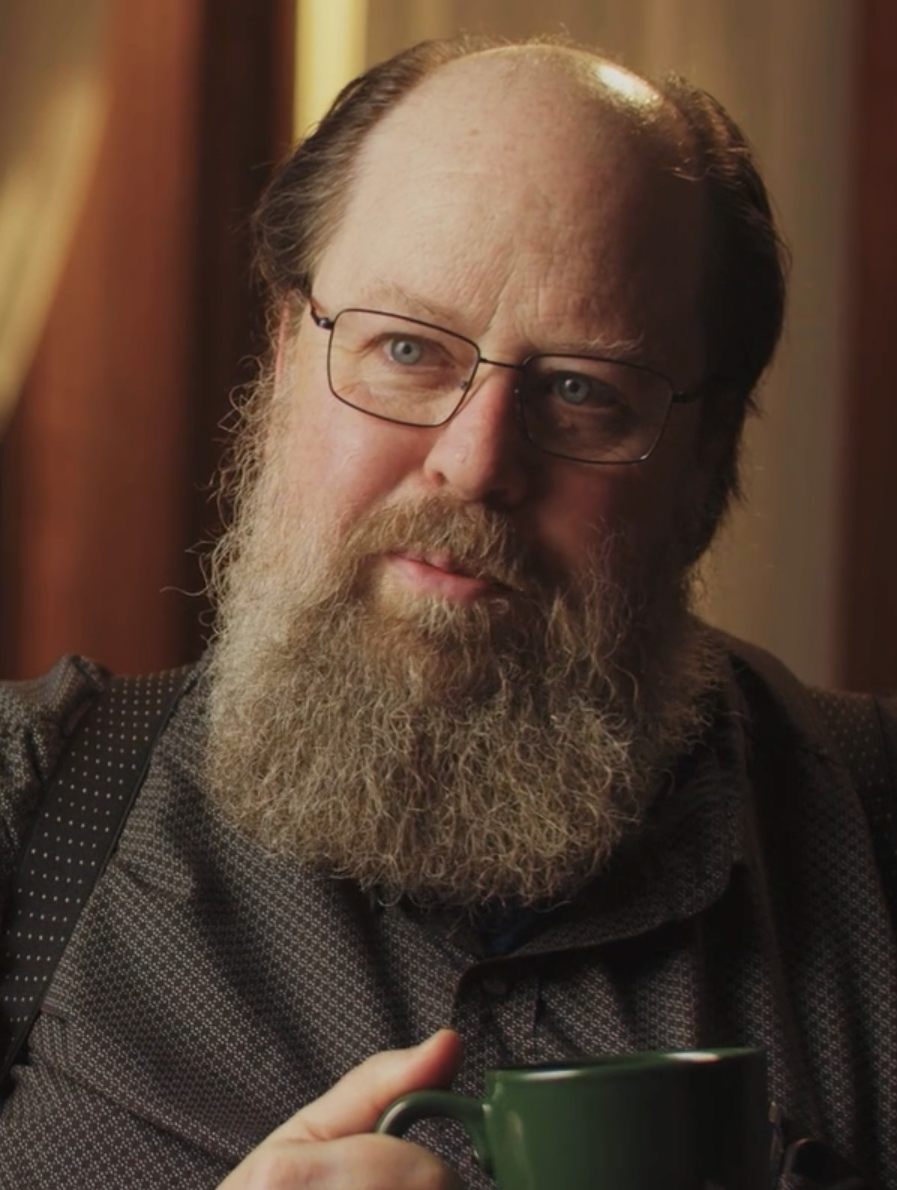
アメリカの宗教学者、神学者デイビッド・ベントレー・ハート

2008年、ロシア正教会の学者でヴォロコラムスクのヒラリオン・アルフェエフ司教は、第一回世界使徒会議（2008年にローマで開催）での発表で、神の慈悲は大きいため、罪人を永遠の罰に処すことはないと主張した。彼は、正教会の地獄の理解は、ローマカトリックの煉獄の概念とほぼ一致すると述べた。アメリカの東方正教会の神学者デイビッド・ベントレー・ハートも普遍的救済論の立場の一貫性を主張しており、最も有名なのは『すべての人が救われる：天国、地獄、そして普遍的な救済』（2019年）である。
イラリア・ラメッリ(英語版)は、 2013年に出版された大著『キリスト教のアポカタスタシス教義、新約聖書からエリウゲナまでの批判的評価』の中で、アポカタスタシス（万物回復）はギリシャ哲学とユダヤ教・キリスト教聖書に由来する主要な教父の教義であると主張している。彼女は、キリスト教の誕生からエリウゲナまでのその意味と発展を分析し、多くの教父におけるアポカタスタシスの存在とキリスト論および聖書的根拠を主張している。
究極の和解を説く現代の保守福音主義の教師には、トーマス・タルボット(英語版)や天国の信仰の創始者であるJ.D・リーヴィットがいる。
20世紀と21世紀に普遍的救済論を支持する著作を書いて大きな注目を集めたキリスト教神学者は、J.A.T.ロビンソン (英語版)とジョン・ヒックの2人である。両者とも、普遍的救済論は全能の愛という神の本質から来るものであると主張し、死後時間が経つにつれ、一時的に悔い改めを拒む者は出てくるが、永遠に悔い改めを拒む者はいないと述べた。特にヒックは、聖書の天罰に関する記述が一見矛盾しているように見えるのは、地獄の警告は、永久に悔い改めを拒むならば永遠の苦しみについて警告するという条件付きであるが、実際にその選択をする者はいないからであると述べた。
普遍的救済の思想の支持者にはポーランドの枢機卿グジェゴシュ・リースもおり、2024年9月26日のインタビューで「[...] どの宗教を信仰しているかに関わらず、あるいは全く信仰していないかどうかに関わらず、すべての人は主イエスの死、復活、昇天によって救われる」と主張した。